# Béla Gerster
Béla Gerster (20 de octubre de 1850 – 3 de agosto de 1923) fue un ingeniero hidráulico húngaro.  Participó en una expedición para determinar la ruta del Canal de Panamá y fue el ingeniero jefe del canal de Corinto.

## Biografía
Béla Gerster nació en 1850 en Kassa (Kaschau/Košice), (entonces parte del imperio de los Habsburgo, actualmente en Eslovaquia). Se graduó en la Universidad Tecnológica de Viena y empezó su ejercicio profesional en dicha ciudad como ingeniero civil, convirtiéndose en un respetado experto sobre construcciones hidráulicas. Acompañó aFerdinand Marie de Lesseps e István Türr en una expedición internacional en 1876 con la tarea para localizar la ruta más adecuada para un canal interoceánico, proponiendo una área entre Panamá y Colón.

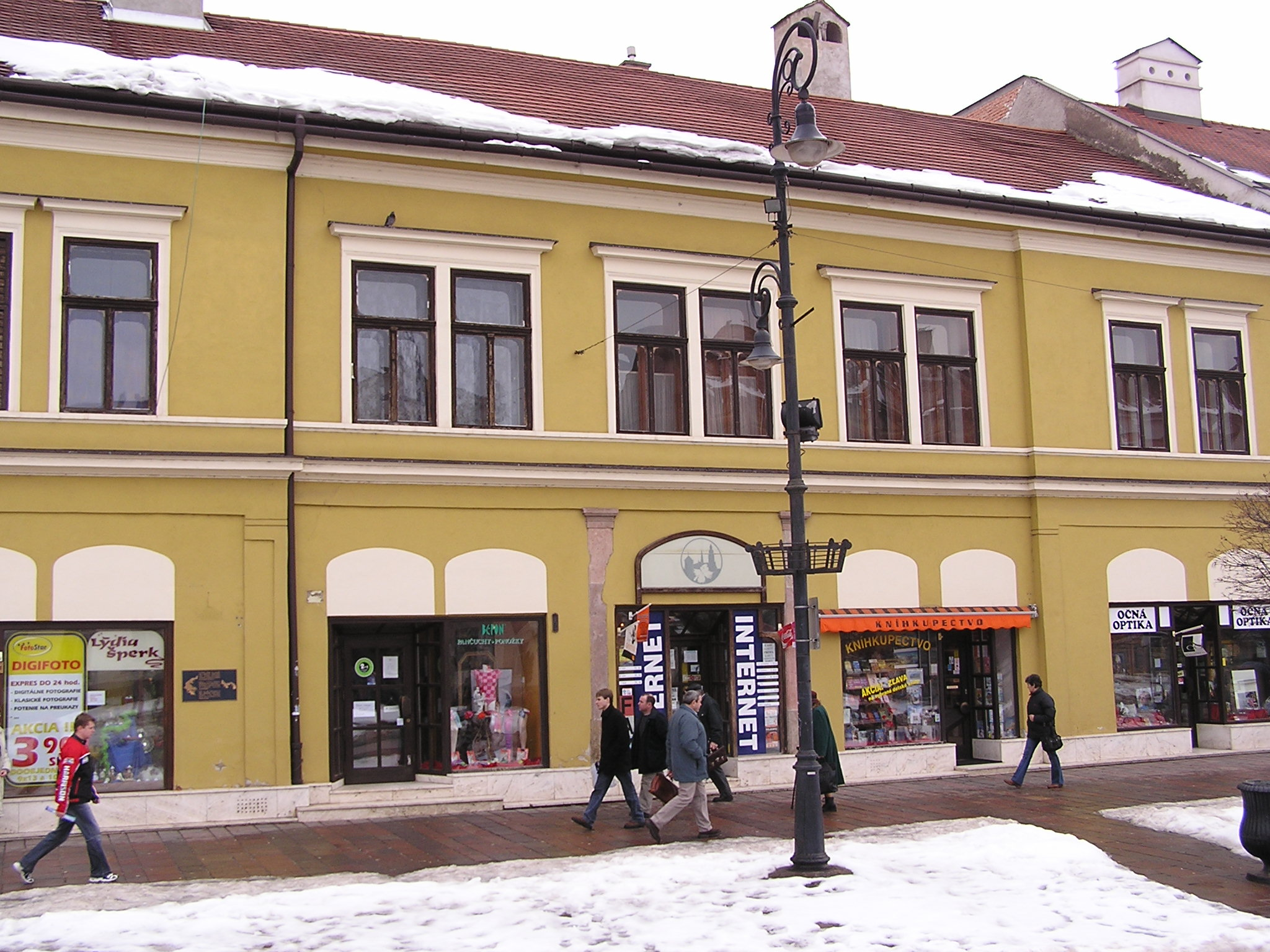
Lugar de nacimienti de Béla Gerster en la calle Hlavná de Košice, Eslovaquia

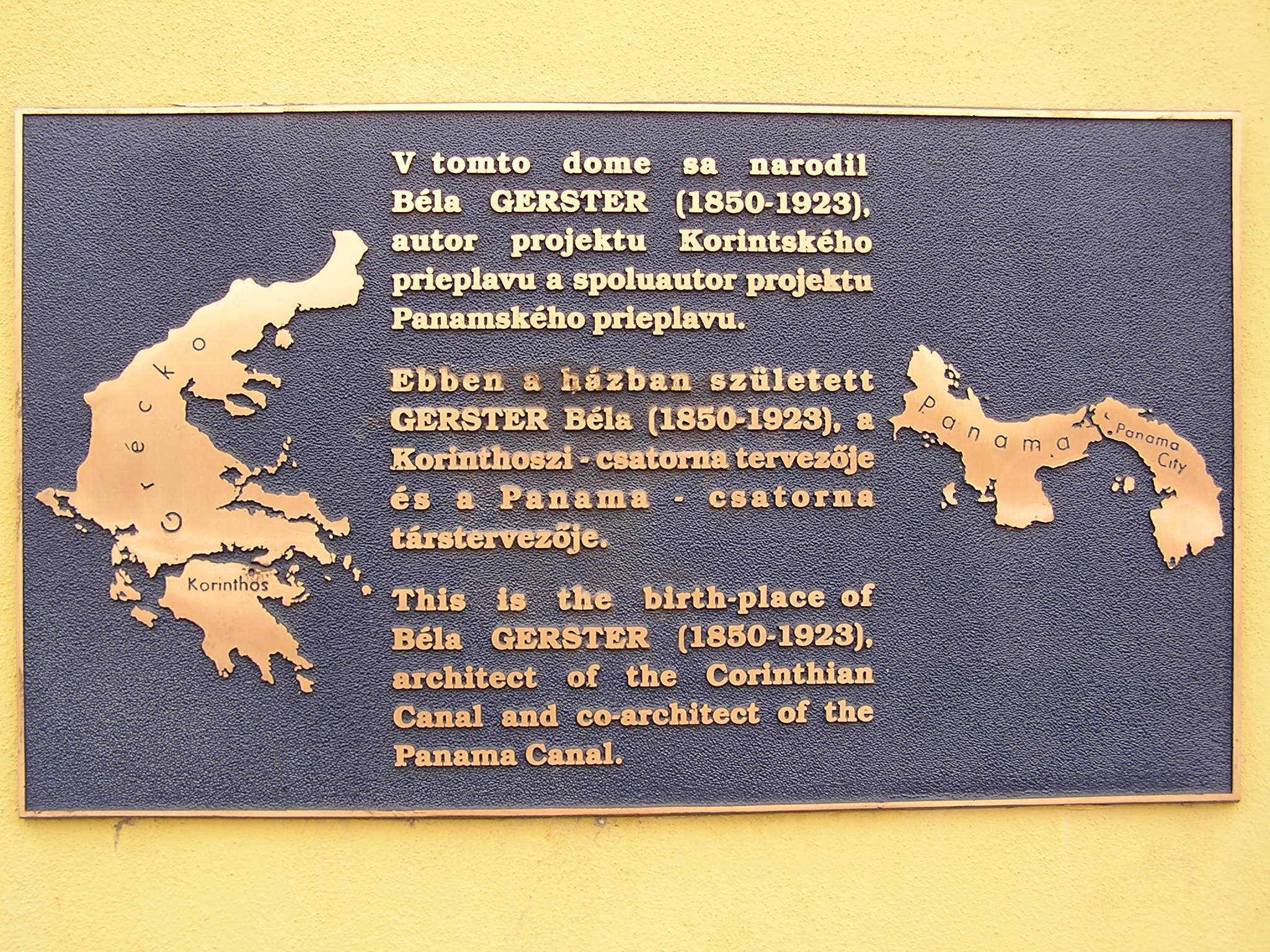
Placa conmemorativa en su lugar de nacimiento

Después de que István Türr obtuviera la autorización Del gobierno griego para revivir la idea de un canal a través del istmo de Corinto, Gerster se hizo cargo en 1881. Supervisó el proyecto entero como el ingeniero jefe de la compañía responsable del canal; su colaboradores fueron otros cuatro ingenieros húngaros: István Kauser, László Nyári, Garibaldi Pulszky e István Stéghmüller. La construcción duró 11 años (1882–1893). 
Gerster escribió sobre sus experiencias en húngaro y francés, piblicando "A korinthusi földszoros és átmetszése" / "Cortando a través del Corinthian Istmo". El libro incluye muchas dibujos de construcción y mapas mostrando las obras. También construyó la línea de ferrocarril de Atenas a Larisa.

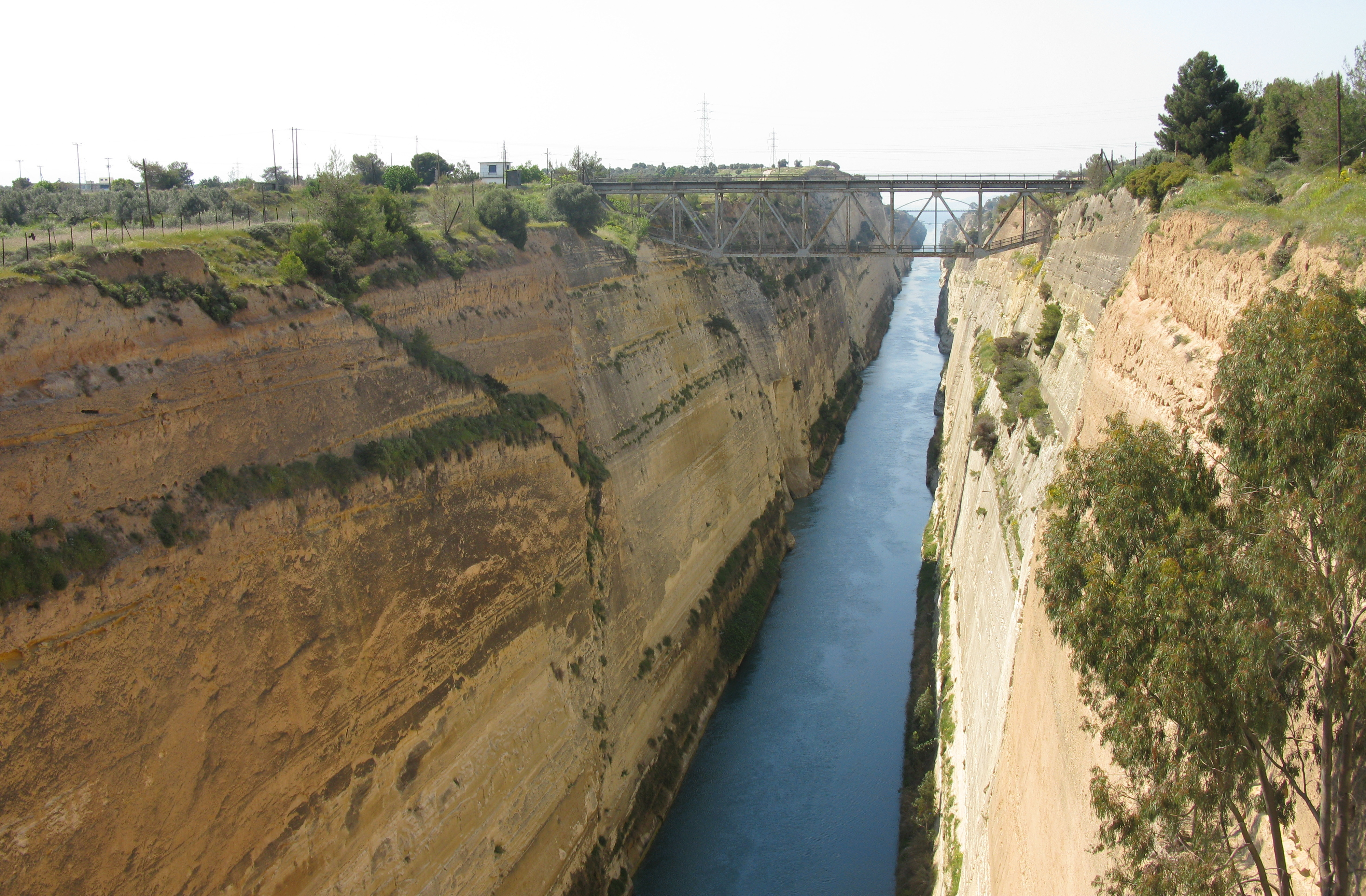
El canal de Corinto, principal obra de Gerster

Posteriormente se sumó a los planes de István Türr  para proyectos hidráulicos para suministro de agua en Hungría, así como en el diseño y construcción de 13 líneas de ferrocarril en Hungría. Finalmente, en 1919  supervisó los trabajos en el canal Duna-Tisza. 
Murió en Budapest, Hungría en 1923.